# Nemopterella nigrosetosa
Nemopterella nigrosetosa là một loài côn trùng trong họ Nemopteridae thuộc bộ Neuroptera. Loài này được Tjeder miêu tả năm 1967.